# ヒロヨシ
ヒロヨシ（1963年4月6日 - 1974年6月）は、日本中央競馬会に所属していた競走馬・繁殖牝馬。1966年のオークスを優勝。
社台ファーム初期の活躍馬で、ガーサントの代表産駒の一頭。
デビューから引退まで全て古山良司が騎乗した。
馬齢は2000年まで使用されていた旧表記（数え年）を用いる。

## 経歴
父ガーサントはフランスの競走馬で、フランス2000ギニーなどGI級を4勝し、1961年には種牡馬として日本に輸出され、1970年日本リーディングサイアーに輝くなど多くの活躍馬を輩出した。
1965年（3歳）12月の中山でデビューし9番人気ながら2着に入ると、2戦目の新馬戦から1966年（4歳）1月の東京オープンまで3連勝。桜花賞を目指して関西に遠征し、前哨戦の阪神オープンは5着であったが、本番では後にテンポイントの母となるワカクモの2着に入る。その後はぶっつけで優駿牝馬に出走し、当日はトライアルを勝った朝日杯3歳S覇者で桜花賞3着メジロボサツが桜花賞馬ワカクモを抑えて圧倒的1番人気に推され、ヒロヨシは4番人気であった。レースではヒロヨシが不良馬場を快調に逃げ、メジロボサツに9馬身差を付ける圧勝。ワカクモは7着に終わった。秋は菊花賞を目指して入洛し、前哨戦のオープンで2着に好走。本番は10番人気で13着に敗れており、ナスノコトブキやスピードシンボリ、リュウファーロスら強力な牡馬に歯が立たなかったが、皐月賞馬ニホンピローエースと東京優駿馬テイトオーには先着を果たす。ちなみに3着はもう1頭の牝馬ハードイツトであった。この年、ヒロヨシを送り出した父ガーサントは、種牡馬ランキングで5位につけて注目を浴びる。1967年（5歳）は金杯 (東)3着、AJCC4着と古牡馬相手の重賞で好走し、オープンで2着、1着として引退。
引退後は1968年から繁殖入りし、5頭を産んだが活躍馬は送り出せなかった。

## 競走成績
- 1968年（5戦3勝）
  - 1着 - 3歳特別
- 1969年（12戦1勝）
  - 1着 - 優駿牝馬
  - 2着 - 4歳牝馬特別（東）
  - 3着 - 牝馬東京タイムズ杯、フラワーカップ
- 1970年（6戦1勝）
  - 1着 - ライラックステークス

※太字は八大競走を含むGI級レース。